# Infiltrazione (idrologia)

Sezione di un pendio collinare che schematizza il rapporto tra la zona insatura, la falda acquifera e l'infiltrazione di acqua nel terreno

In idrologia, l'infiltrazione è il fenomeno fisico per il quale l'acqua presente sulla superficie del terreno penetra al suo interno, sotto la spinta della forza gravitazionale e per capillarità.

## Descrizione
L'acqua che si infiltra nel terreno , dopo avere attraversato la zona insatura, va a sua volta in parte ad alimentare le falde acquifere sottostanti ed in parte viene trattenuta dal terreno e resta così a disposizione degli organismi vegetali e animali eventualmente presenti nel suolo.
Su scala annuale l'infiltrazione può essere espressa come il volume di acqua che nel corso di un anno attraversa una certa porzione di suolo (m3/anno) oppure come altezza di infiltrazione, cioè come l'altezza in mm della colonna d'acqua (mm/anno) che si infiltra nel suolo al netto delle perdite per ruscellamento ed evapotraspirazione.

La quantità di acqua che si infiltra nel terreno, e quindi la permeabilità dello stesso, viene misurata con appositi strumenti detti infiltrometri.

### Tasso di infiltrazione
Il tasso di infiltrazione è il rapporto percentuale tra l'altezza di infiltrazione e l'altezza della precipitazione annua
Tra i molti fattori che determinano il tasso di infiltrazione alcuni sono legati al tipo di terreno considerato, come la presenza di una crosta o di uno strato superficiale compatto, la tessitura e la struttura delle particelle che lo compongono e il suo contenuto di sostanza organica.
Altri fattori che influenzano il tasso di infiltrazione sono la presenza di vegetazione, il contenuto d'acqua del terreno  e la sua acclività, in quanto maggiori pendenze del terreno favoriscono il ruscellamento a scapito dell'infiltrazione.

## Formulazioni
Trovate sperimentalmente negli anni '30 del XX secolo da Robert Elmer Horton per l'infiltrazione delle acque nel suolo, le formule valgono quando la pioggia (mm/h) è superiore alla capacità di infiltrazione f(t) ed il suolo è secco. Secco significa che al tempo To=0 in cui inizia a piovere il valore f(To) è pari a fo.
Velocità d'infiltrazione potenziale istantanea ( Infiltration Capacity ) al tempo t (mm/h)
{\displaystyle \ f_{t}=f_{c}+{(f_{0}-f_{c})}e^{-kt}}
Dove:
- ft è la velocità di infiltrazione al tempo generico t (infiltration rate mm/h al tempo t);
- fo è il valore massimo di infiltrazione per terreno secco (maximum infiltration rate  mm/h al tempo To);
- fc è la valore minimo di infiltrazione (costante) (minimum infiltration rate mm/h al tempo t=infinito);
- k  è la costante di riduzione specifica del suolo o costante di decadimento(1/h)

Volume d'acqua infiltrato nel suolo al tempo t (mm)
{\displaystyle F_{T}=f_{c}T+{(f_{0}-f_{c}) \over k}(1-e^{-kT})}
Estensione della formula di Horton
(Demontis A., Demontis G., Marraccini A., Marraccini L., Musinu M.C.)
La formula di Horton può spiegarsi tramite il riempimento di un serbatoio, di capacità Ch all'equilibrio (steady state), con delle valvole a galleggiante che ne controllano l'ingresso e l'uscita. Le portate delle valvole sono proporzionali al volume contenuto nel serbatoio. La valvola d'ingresso ha portata fo quando il serbatoio è vuoto ed fc quando il serbatoio contiene Ch. All'aumentare del volume nel serbatoio la valvola d'ingresso si chiude riducendo la portata (Feed back -). La valvola di uscita ha portata nulla quando il serbatoio è vuoto e portata fc quando il serbatoio contiene Ch. All'aumentare del volume nel serbatoio la valvola si apre (Feed back +). Se C è il livello al tempo t nel serbatoio di capacità Ch, la portata istantanea in ingresso famm ammissibile al tempo t nel serbatoio, tramite la valvola d'ingresso, risulta:
{\displaystyle famm=fo+{(fc-fo)}{C \over Ch}}
Quando C=0 si ha che famm=fo. Quando C=Ch si ha che famm=fc. La portata in ingresso nel serbatoio Qinp è il valore minore fra la portata ammessa dalla valvola e la portata di pioggia. Qinp = min( famm, pioggia).
Nel caso in cui la portata di pioggia sia superiore ad famm si ha la cosiddetta saturazione dell'ingresso. In tal caso l'afflusso al serbatoio è controllato dalla valvola.
Nel caso in cui la portata di pioggia sia inferiore la valvola di ingresso non controlla l'afflusso e nel serbatoio entra l'intera portata di pioggia.
Si hanno quindi due situazioni distinte di funzionamento della valvola di ingresso:
- Ingresso Saturo, quando la valvola controlla l'ingresso al serbatoio. La pioggia è maggiore di famm (Caso Horton);
- Ingresso non saturo, quando la valvola non controlla l'ingresso al serbatoio. La pioggia è minore di famm;

La portata istantanea in uscita vale Qout=C/Ch fc. Quando C=0 si ha che Qout=0. quando C=Ch si ha che Qout=fc.
Scrivendo l'equazione di continuità si ha che  {\displaystyle \ [Qinp-Qout=dC/dt]}
Integrando rispetto al tempo si ottiene,
A ) Per piogge superiori al valore famm (INPUT SATURO) 

{\displaystyle C(t)=(Co-Ch)(e^{{-fo \over Ch}t})+Ch}.
Co è il volume contenuto nel serbatoio al tempo 0.
Sostituendo C(t) in f si ottiene f(t)
{\displaystyle f(t)=fo-{(fo-fc) \over Ch}[{(Co-Ch)}e^{{-fo \over Ch}t}+Ch]}
Nel caso in cui Co=0, ovvero serbatoio vuoto al tempo 0, corrispondente al caso Horton di terreno secco, si riottiene la formula sperimentale trovata da R.E.Horton (posto k=fo/Ch): {\displaystyle \ f(t)=fc+(fo-fc)e^{-kt}}
Il volume entrato nel serbatoio al tempo T risulta pari a:

{\displaystyle \ F(T)={{f_{c}}T+{(fo-fc) \over fo}[(Co-Ch)][e^{{-Fo \over Ch}T}-1]}}

Nel caso in cui Co=0 al tempo 0, ovvero serbatoio vuoto, corrispondente al caso Horton di terreno secco, si riottiene la formula sperimentale trovata da R.E.Horton (posto k=fo/Ch): {\displaystyle \ F(T)=f_{c}T+{(fo-fc) \over k}[1-e^{-kT}]}
B ) Per piogge inferiori al valore famm(INPUT non SATURO) 

{\displaystyle \ C(t)={[Co-{[RAIN]Ch \over F_{c}}]}{e^{{-F_{c} \over Ch}t}}+{[RAIN]Ch \over F_{c}}}
C ) Calcolo Tsw (Ponding Time)per piogge inferiori al valore famm(INPUT non SATURO) 

{\displaystyle \ {Tsw}={-Ch \over Fc}\cdot ln{[Fo-[RAIN]\cdot {(Fo-Fc) \over Fc}-[RAIN]] \over [{(Fo-Fc) \over Ch}\cdot {(Co-{[RAIN]Ch \over Fc})}]}}